# XOXO/Terminal
XOXO/Terminal este cel de-al 52-lea single al cântăreței japoneze Ayumi Hamasaki lansat pe data de 30 mai 2014 de către casa de discuri Avex Trax.  Acest single este limitat la doar 30.000 de copii, fiind conceput sub forma unui bonus gratuit oferit spectatorilor primelor trei concerte susținute de artistă din cadrul turneului său de vară "PREMIUM SHOWCASE ~Feel the love~. Acestea vor avea loc în sala Nihon Gaishi Hall în datele de 30,31 Mai și 01 iunie 2014. Pentru acest single, Ayumi a avut doi colaboratori noi, prima melodie (XOXO)  fiind creată de compozitorul de origine moroccano-suedeză RedOne și cea de-a doua melodie (Terminal) fiind compusă de DJul olandez Armin van Buuren. Versurile ambelor melodii sunt scrise de Ayumi Hamasaki. 